# Zacharias Lidbergius
Zacharias Lidbergius, född 1695 i Svinhults församling, Östergötlands län, död 5 mars 1755 i Frinnaryds församling, Jönköpings län, var en svensk präst.

## Biografi
Zacharias Lidbergius föddes 1695 på Buerum i Svinhults församling. Han var son till en snickare. Lidbergius blev 1720 student vid Lunds universitet och prästvigdes 1725. Han var pastorsadjunkt i Rumskulla församling och Bredestads församling 1726. År 1727 blev han komminister i Bredestads församling och 1736 kyrkoherde i Frinnaryds församling, Frinnaryds pastorat. Lidbergius var opponent vid prästmötet 1739. Han avled 5 mars 1755 i Frinnaryds församling.

### Familj
Lidbergius var gift med Anna Larsdotter Kraft. Hon var dotter till kyrkoherden Laurentius Laurentii Kraft och Margaretha Ljungberg i Frinnaryd. Anna Larsdotter Kraft hade tidigare varit gift med komministern Johannes Boraeus i Bredestads församling.